# Lauthiers
Lauthiers é uma comuna francesa na região administrativa da Nova Aquitânia, no departamento de Vienne. Estende-se por uma área de 8,16 km². Em 2010 a comuna tinha 71 habitantes (densidade: 8,7 hab./km²).